# Gälöfjärden

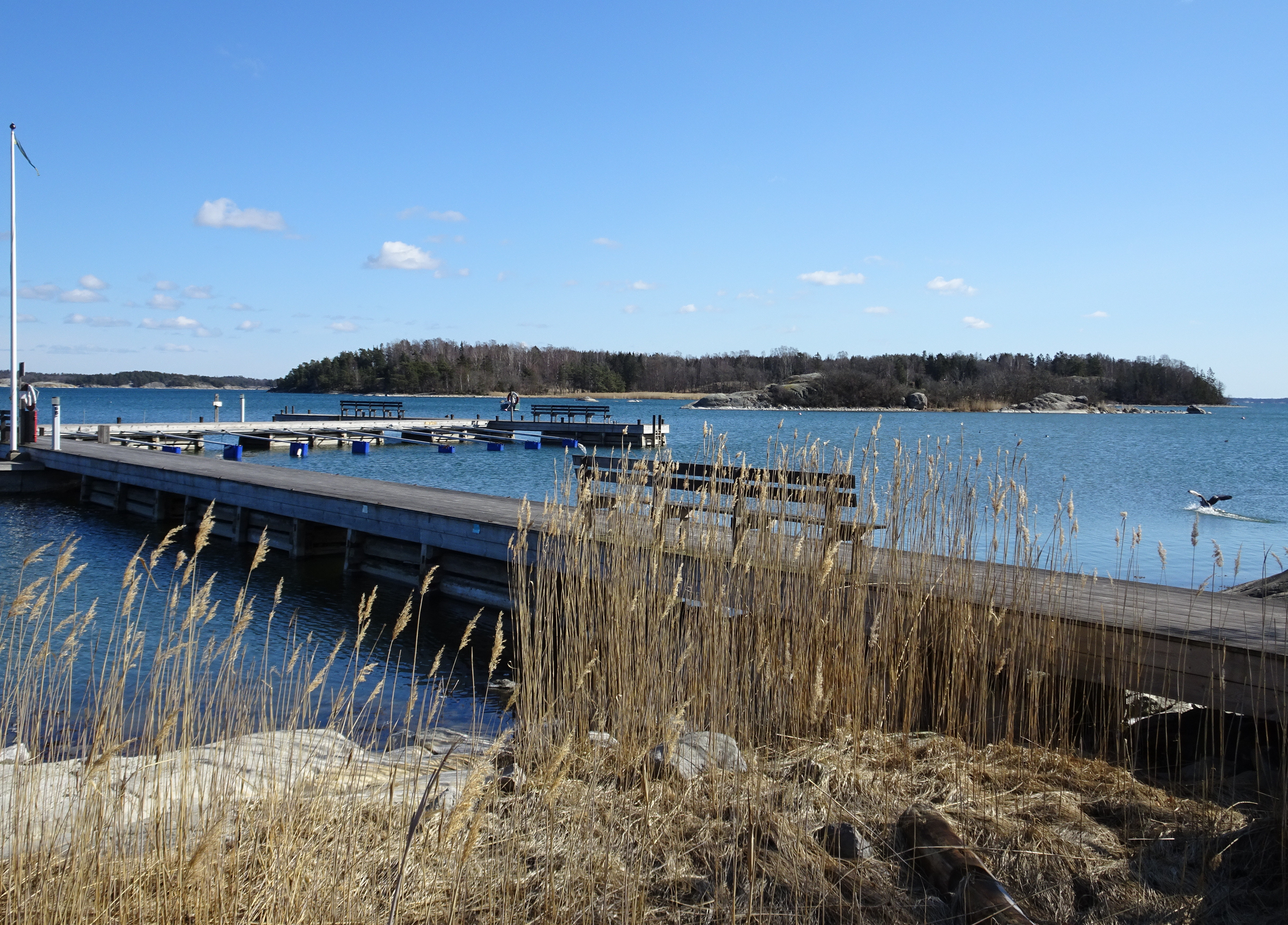
Gälöfjärden med Gälön i bakgrunden, sedd från Stensunds brygga.

Gälöfjärden är en fjärd av Östersjön belägen i Södertälje och Trosa kommuner i sydöstra Södermanland. 

## Beskrivning
Fjärdens norra del hör till Stockholms län, medan den södra delen ligger inom Södermanlands län. Fjärden sträcker sig mellan fastlandet och Mörkö från Tullgarns slott i norr till Stensunds slott i söder. Namnet härrör från Gälön som är fjärdens största ö belägen utanför Stensund. Arealen är 23,5 km² och största djup omkring 24 meter. Mörköfjärden, Tullgarnsviken och Andersviken ligger inom Gälöfjärden.

## Bilder

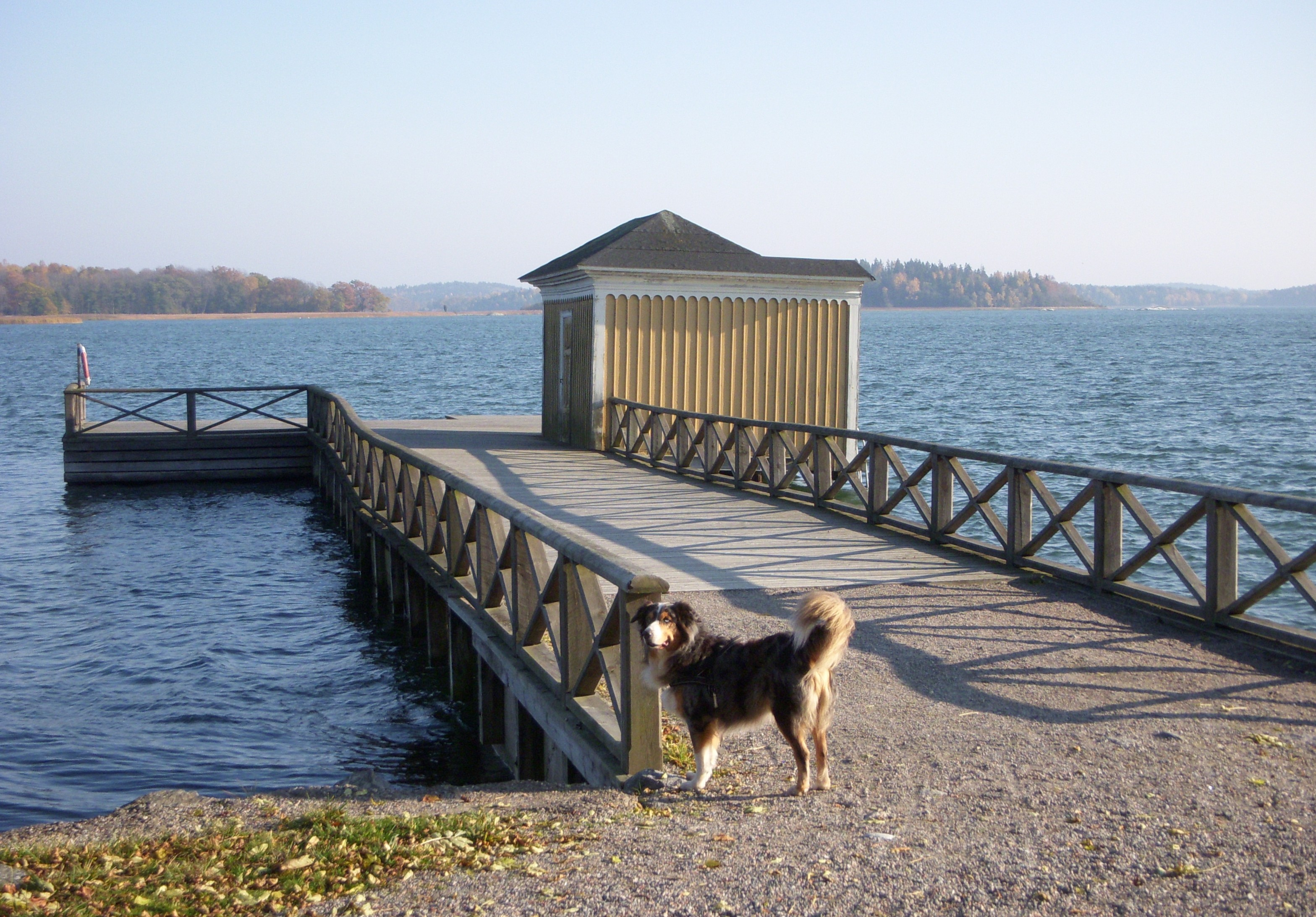
Gälöfjärden mot sydost från Tullgarns brygga.
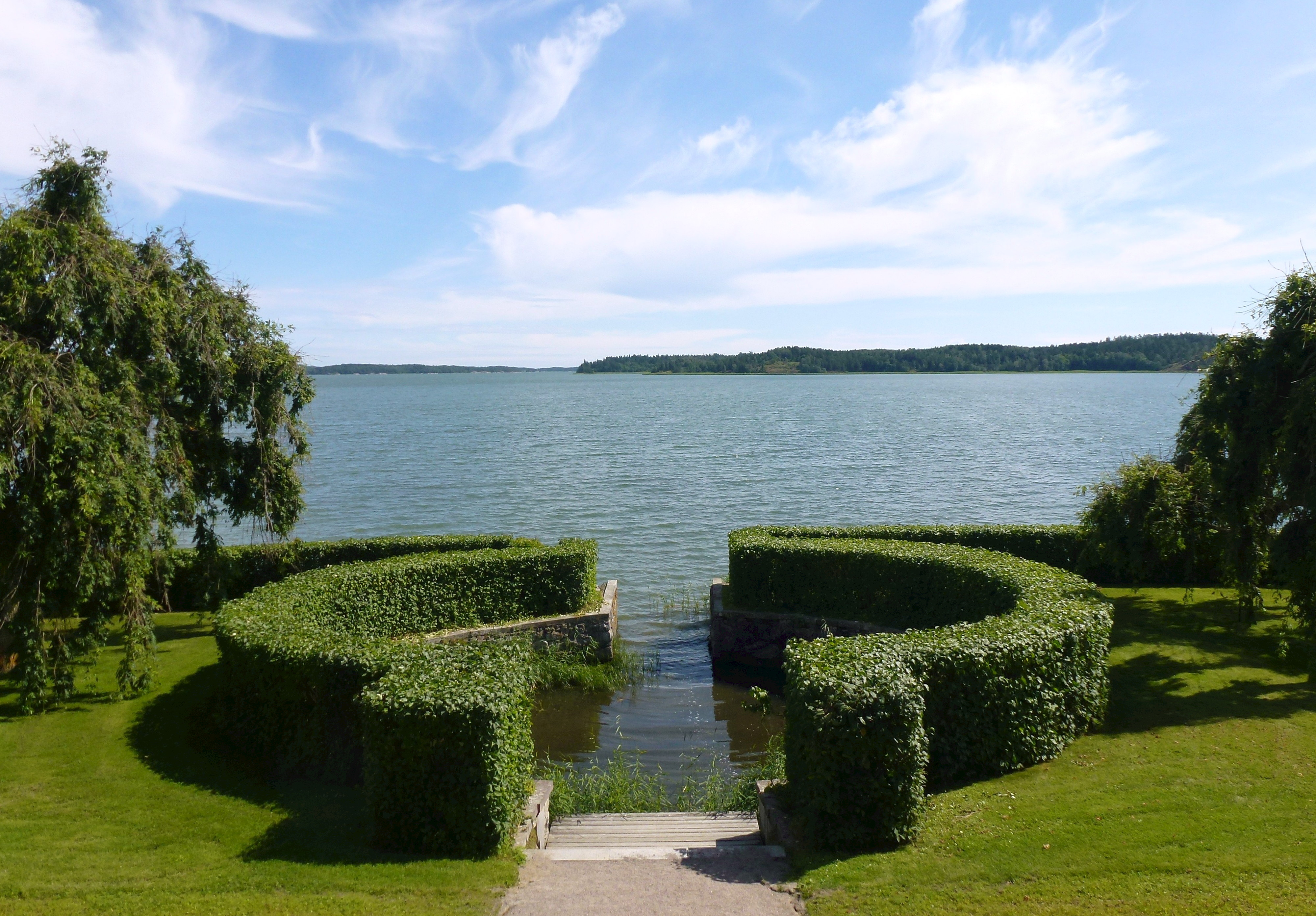
Gälöfjärden österut från Tullgarns slotts park.
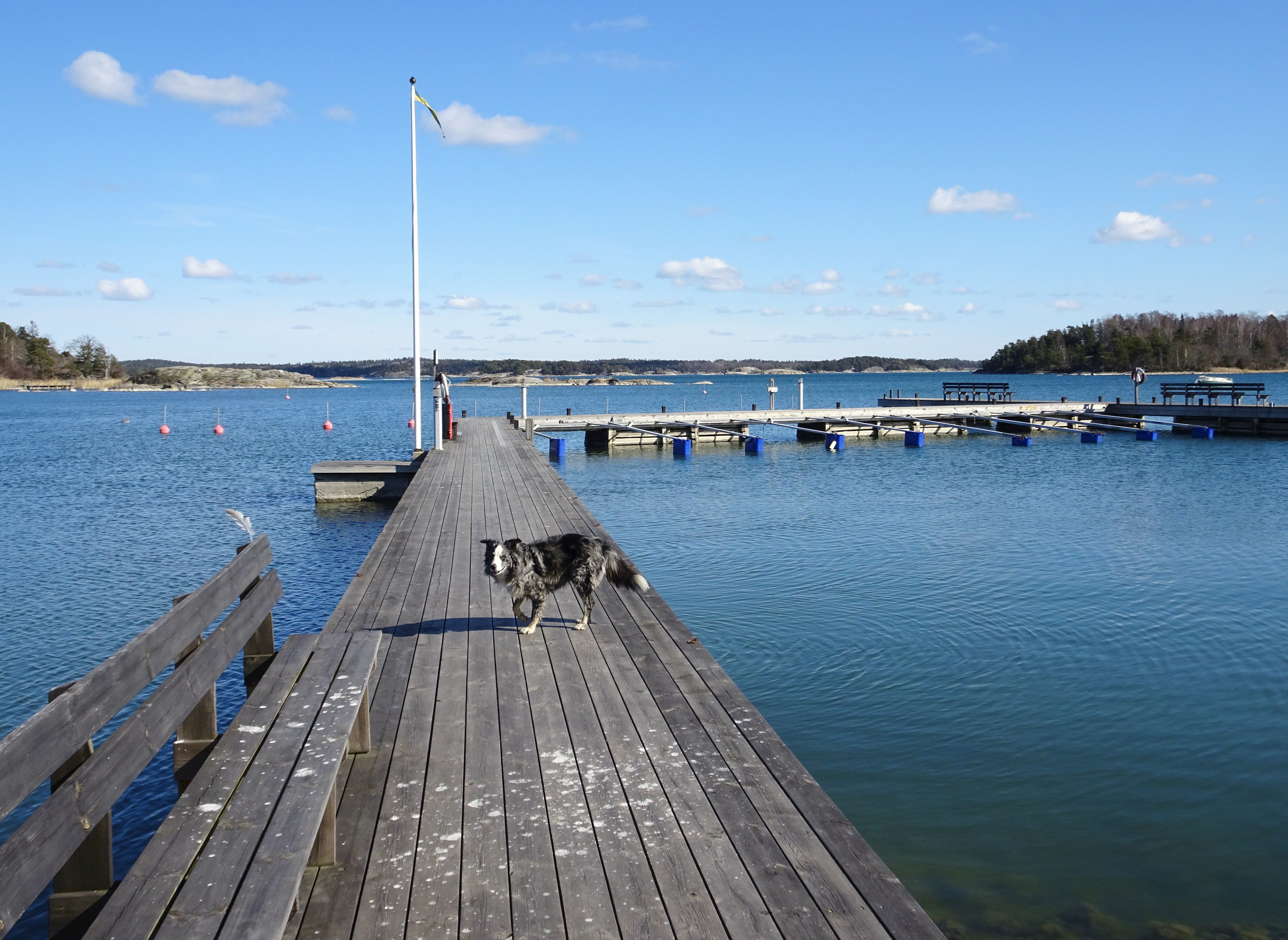
Gälöfjärden mot norr från Stensunds brygga.
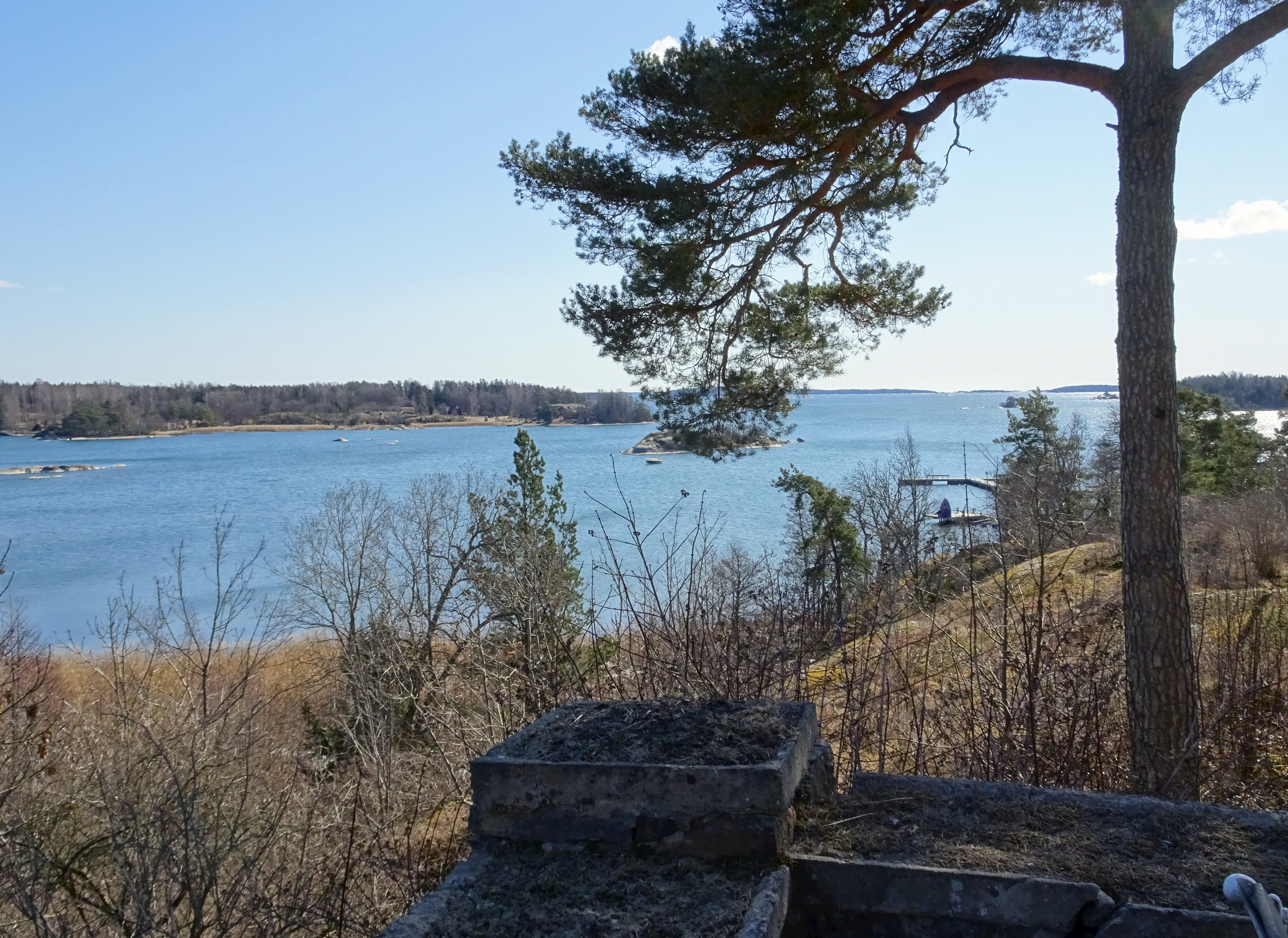
Gälöfjärden mot sydost från Stensunds slotts park.